# Наслука, Балтазар
„Наслука, Балтазар“ (на френски: Au Hasard Balthazar) е френско-шведски драматичен филм от 1966 година на режисьора Робер Бресон. Сценарият на Бресон е вдъхновен от романа на Фьодор Достоевски „Идиот“. Главните роли се изпълняват от Ан Виаземски и Франсоа Лафарж.

## Сюжет
В центъра на сюжета е жизненият път на едно магаре, символизиращо според автора християнската вяра.

## В ролите
| Актьор          | Роля            |
| --------------- | --------------- |
| Ан Виаземски    | Мари            |
| Франсоа Лафарж  | Жерар           |
| Филип Аслен     | бащата на Мари  |
| Натали Жуайо    | майката на Мари |
| Уолтър Грийн    | Жак             |
| Жан-Клод Жилбер | Арнолд          |
| Пиер Клосовски  | търговец        |